# Златният конник
Златният конник (на немски: Goldener Reiter) в Дрезден представлява статуя върху кон на курфюрста на Саксония и Полша Август Силни. Статуята се намира на площад Нойщедтер Маркт (на немски: Neustädter Markt) между моста Августусбрюке (на немски: Augustusbrücke) и Хауптщрасе (на немски: Hauptstraße).
На паметника Август Силни е изобразен в римски доспехи, скачащ на кон в посока към Полското кралство. Паметникът е позлатен. Първоначалната технология на позлатяване е горещо позлатяване, а при реставрацията през 1956 г. е използвано позлатяване с листово злато.

## История
Още през 1704 г. Август Силни възлага проектирането на паметник на конник. Върху този проект работят различни творци, но никой не успява да получи поръчката. Конната статуя на Август Силни е изпълнена от Лудвиг Видеман по проекта на придворния скулптор Jean Joseph Vinache. Изработена е от 1732 до 1734 г. чрез изковаването на медна ламарина с дебелина 2 мм. и е покрита със злато по метода на горещо позлатяване чрез използването на златна амалгама. От вътрешна страна е укрепена със стоманена конструкция. Пиедесталът е изпълнен по проект на Zacharias Longuelune през 1735 г. Тържественото откриване на паметника става през 1736 г.
През 1884 г. се извършва реставрация на паметника под ръководството на архитекта Константин Липсиус, който завършва и оформлението на пиедестала. През Втората световна война паметникът е разглобен и се съхранява в замъка Пилниц. Възстановяването му се извършва през 1956 г., като при това се използва листово злато. Последната реставрация се извършва през 2001 до 2003 г.